# Radical 143
Le radical 143, qui signifie le sang, est un des 29 des 214 radicaux chinois répertoriés dans le dictionnaire de Kangxi composés de six traits.
Le caractère Unicode de 血 est 8840.

## Caractères avec le radical 143
| nombre de traits          | caractères  |
| ------------------------- | ----------- |
| Sans trait supplémentaire | 血          |
| 3 traits supplémentaires  | 衁 衂       |
| 4 traits supplémentaires  | 衃 衄       |
| 5 traits supplémentaires  | 衅          |
| 6 traits supplémentaires  | 衆 衇 衈 衉 |
| 15 traits supplémentaires | 衊          |
| 18 traits supplémentaires | 衋          |